# دیوید دنمن
دیوید دنمن (انگلیسی: David Denman؛ زادهٔ ۲۵ ژوئیهٔ ۱۹۷۳) بازیگر آمریکایی است. نخستین تجربه بازیگری او در فیلم جایگزین‌ها بود. دیگر فعالیت‌های او شامل ماهی بزرگ، بازی منصفانه، رتبه‌های نه، شاتر، پسرهای طرفدار، پس از زمین، جابز، هدیه، ۱۳ ساعت: سربازان مخفی بنغازی، پاور رنجرز، لوگان خوش‌شانس، پازل، اگر می‌دانستم یک نابغه هستم، افراد باهوش و برایت‌برن می‌شود.
برروی تلویزیون، دنمن بیشتر برای ایفای نقش روی اندرسون، نامزد پیشین پم بیزلی در مجموعه تلویزیونی کمدی موقعیت اداره شناخته می‌شود. او برای ایفای نقش روی اندرسون یک جایزه انجمن بازیگران فیلم به عنوان عضوی از یک گروه بازیگری دریافت کرد. او به تازگی در مجموعه تلویزیونی میر اهل ایست‌تاون نقش فرنک شیهان را بازی کرده‌است.

## ابتدای زندگی
دنمن در نیوپورت بیچ، کالیفرنیا پا به جهان گشود. او در طول بزرگ شدنش در جنوب کالیفرنیا به هشت مدرسه گوناگون رفت. هنگامی که او ۹ سالش بود خانواده او به سکوئیم، واشینگتن کوچیدند و در آنجا در یک مزرعه زندگی کردند و پس از دو سال به شهرستان اورنج، کالیفرنیا برگشتند. او دانش‌آموخته دبیرستان فنشن ولی است و در آنجا با بازیگر عمر متولی و بازیگر-نویسنده کریگ برور هم‌کلاس بود.